# Atari Vault
Atari Vault là một bộ sưu tập gồm một trăm tựa game mà hãng Atari đã sản xuất cho máy chơi game thùng arcade và hệ máy console tại gia Atari 2600, ra đời từ những năm 1970, 1980 và 1990. Bộ sưu tập dưới sự phát triển của hãng Code Mystics từng có kinh nghiệm đảm trách những bộ sưu tập game của hãng Atari tương tự cho các hệ máy khác, hoạt động trên Microsoft Windows, macOS và Linux thông qua Steam client. Số game này, nếu có thể, đều được cập nhật nhằm bổ sung thêm các tính năng hiện đại như mục chơi nối mạng cục bộ và phần chơi trực tuyến và bảng xếp hạng trực tuyến.

## Game và bản cập nhật
Những game nằm trong bộ sưu tập gồm có Asteroids, Centipede, Missile Command, Tempest và Warlords. Bộ sưu tập này bao gồm một dạng kết hợp giữa những game dành cho hệ máy arcade và Atari 2600, bao gồm một số trò được công bố bằng cả hai định dạng. Danh sách trò chơi này còn bao gồm một số tựa game được phát triển cho hệ máy Atari 2600 nhưng chưa bao giờ phát hành chính thức dưới cái tên Atari 2600 nhưng được tìm thấy và phân phối về sau này trong các bộ sưu tập game Atari khác như Atari Flashback.
Danh sách đầy đủ những tựa game này bao gồm:
| Game                    | Hệ máy gốc | Năm phát hành |
| ----------------------- | ---------- | ------------- |
| 3-D Tic-Tac-Toe         | Atari 2600 | 1979          |
| Adventure               | Atari 2600 | 1979          |
| Air-Sea Battle          | Atari 2600 | 1977          |
| Asteroids               | Atari 2600 | 1981          |
| Asteroids               | Arcade     | 1979          |
| Asteroids Deluxe        | Arcade     | 1981          |
| Backgammon              | Atari 2600 | 1979          |
| Basic Math              | Atari 2600 | 1977          |
| Basketball              | Atari 2600 | 1978          |
| Black Widow             | Arcade     | 1982          |
| Blackjack               | Atari 2600 | 1977          |
| Bowling                 | Atari 2600 | 1979          |
| Brain Games             | Atari 2600 | 1978          |
| Breakout                | Atari 2600 | 1978          |
| Canyon Bomber           | Atari 2600 | 1978          |
| Casino                  | Atari 2600 | 1978          |
| Centipede               | Atari 2600 | 1982          |
| Centipede               | Arcade     | 1980          |
| Championship Soccer     | Atari 2600 | 1980          |
| Checkers                | Atari 2600 | 1980          |
| Chess                   | Atari 2600 | 1979          |
| Circus Atari            | Atari 2600 | 1980          |
| Codebreaker             | Atari 2600 | 1978          |
| Combat                  | Atari 2600 | 1977          |
| Combat 2                | Atari 2600 | —             |
| Concentration           | Atari 2600 | 1978          |
| Crystal Castles         | Atari 2600 | 1983          |
| Crystal Castles         | Arcade     | 1983          |
| Demons to Diamonds      | Atari 2600 | 1982          |
| Desert Falcon           | Atari 2600 | 1987          |
| Dodge 'Em               | Atari 2600 | 1980          |
| Double Dunk             | Atari 2600 | 1989          |
| Fatal Run               | Atari 2600 | 1990          |
| Flag Capture            | Atari 2600 | 1978          |
| Football                | Atari 2600 | 1978          |
| Golf                    | Atari 2600 | 1980          |
| Gravitar                | Atari 2600 | 1983          |
| Gravitar                | Arcade     | 1982          |
| Hangman                 | Atari 2600 | 1978          |
| Haunted House           | Atari 2600 | 1982          |
| Home Run                | Atari 2600 | 1978          |
| Human Cannonball        | Atari 2600 | 1979          |
| Liberator               | Arcade     | 1982          |
| Lunar Lander            | Arcade     | 1979          |
| Major Havoc             | Arcade     | 1983          |
| Maze Craze              | Atari 2600 | 1978          |
| Millipede               | Atari 2600 | 1984          |
| Millipede               | Arcade     | 1982          |
| Miniature Golf          | Atari 2600 | 1979          |
| Missile Command         | Atari 2600 | 1981          |
| Missile Command         | Arcade     | 1980          |
| Night Driver            | Atari 2600 | 1978          |
| Off the Wall            | Atari 2600 | 1989          |
| Outlaw                  | Atari 2600 | 1978          |
| Pong                    | Arcade     | 1972          |
| Quadrun                 | Atari 2600 | 1983          |
| Race                    | Atari 2600 | 1977          |
| Radar Lock              | Atari 2600 | 1989          |
| RealSports Baseball     | Atari 2600 | 1982          |
| RealSports Basketball   | Atari 2600 | —             |
| RealSports Boxing       | Atari 2600 | 1987          |
| RealSports Football     | Atari 2600 | 1982          |
| RealSports Soccer       | Atari 2600 | 1983          |
| RealSports Tennis       | Atari 2600 | 1983          |
| RealSports Volleyball   | Atari 2600 | 1982          |
| Red Baron               | Arcade     | 1980          |
| Return to Haunted House | Atari 2600 | —             |
| Save Mary               | Atari 2600 | —             |
| Secret Quest            | Atari 2600 | 1989          |
| Sentinel                | Atari 2600 | 1990          |
| Sky Diver               | Atari 2600 | 1978          |
| Slot Machine            | Atari 2600 | 1979          |
| Slot Racers             | Atari 2600 | 1978          |
| Space Duel              | Arcade     | 1982          |
| Space War               | Atari 2600 | 1978          |
| Sprint 2                | Arcade     | 1976          |
| Sprint Master           | Atari 2600 | 1988          |
| Star Raiders            | Atari 2600 | 1982          |
| Star Ship               | Atari 2600 | 1977          |
| Steeplechase            | Atari 2600 | 1980          |
| Stellar Track           | Atari 2600 | 1981          |
| Street Racer            | Atari 2600 | 1977          |
| Stunt Cycle             | Arcade     | 1976          |
| Submarine Commander     | Atari 2600 | 1982          |
| Super Baseball          | Atari 2600 | 1988          |
| Super Breakout          | Arcade     | 1982          |
| Super Breakout          | Atari 2600 | 1978          |
| Super Football          | Atari 2600 | 1988          |
| Surround                | Atari 2600 | 1977          |
| Sword Quest Earthworld  | Atari 2600 | 1982          |
| Sword Quest Fireworld   | Atari 2600 | 1983          |
| Sword Quest Waterworld  | Atari 2600 | 1983          |
| Tempest                 | Atari 2600 | —             |
| Tempest                 | Arcade     | 1981          |
| Video Cube              | Atari 2600 | 1982          |
| Video Olympics          | Atari 2600 | 1977          |
| Video Pinball           | Atari 2600 | 1980          |
| Warlords                | Atari 2600 | 1981          |
| Warlords                | Arcade     | 1980          |
| Yars' Revenge           | Atari 2600 | 1982          |

Code Mystics phụ trách việc xử lý các bản chuyển thể sang hệ máy khác (gọi là port), trước đây từng có công trong quá trình phát triển sê-ri Atari Greatest Hits dành cho Nintendo DS, một bộ sưu tập game tương tự được cập nhật cho hệ máy chơi game hiện đại. Đối với Atari Vault, họ cam đoan rằng những tựa game trong Atari Vault đều được coi là phiên bản hiện đại nhất định, theo nhà phát triển Matthew Labunka. Họ đã dành thời gian để có được những chi tiết tuyệt đẹp cả về giao diện và sự trình diễn, chẳng hạn như lấy hình ảnh kỹ thuật số về họa phẩm máy chơi game thùng arcade để thể hiện cùng với màn hình game. Những  phiên bản cập nhật sẽ chạy hình ảnh ROM của tựa game gốc, được bao bọc bằng một trình giả lập làm nên game engine Unity 5. Ngoài những thiết lập nguyên gốc thường có sẵn cho người chơi arcade, người chơi có thể tiếp cận các tùy chọn được giới hạn cho người vận hành máy chơi game thùng arcade, chẳng hạn như độ khó và độ dài của một lượt chơi. Họa phẩm và các tài liệu liên quan cũng có sẵn cho mỗi tựa game để người chơi xem lại.
Nếu có thể, những tựa game được cập nhật đều gộp luôn cả mục chơi nối mạng cục bộ và phần chơi trực tuyến, đồng thời những game sử dụng bảng xếp hạng thang điểm dựa trên Steam. Từng game đều được điều chỉnh cho phép dùng tay cầm Steam, giúp điều khiển chính xác những tựa game trong bộ sưu tập này, đặc biệt đối với những game sử dụng thiết bị nhập bi lăn, như Centipede. Code Mystics đã hợp tác cùng với Valve để tinh chỉnh cấu hình tay cầm điều khiển cho những game khác nhau trước khi phát hành.